# Oncocera semirubella
Oncocera semirubella é uma espécie de insetos lepidópteros, mais especificamente de traças, pertencente à família Pyralidae.

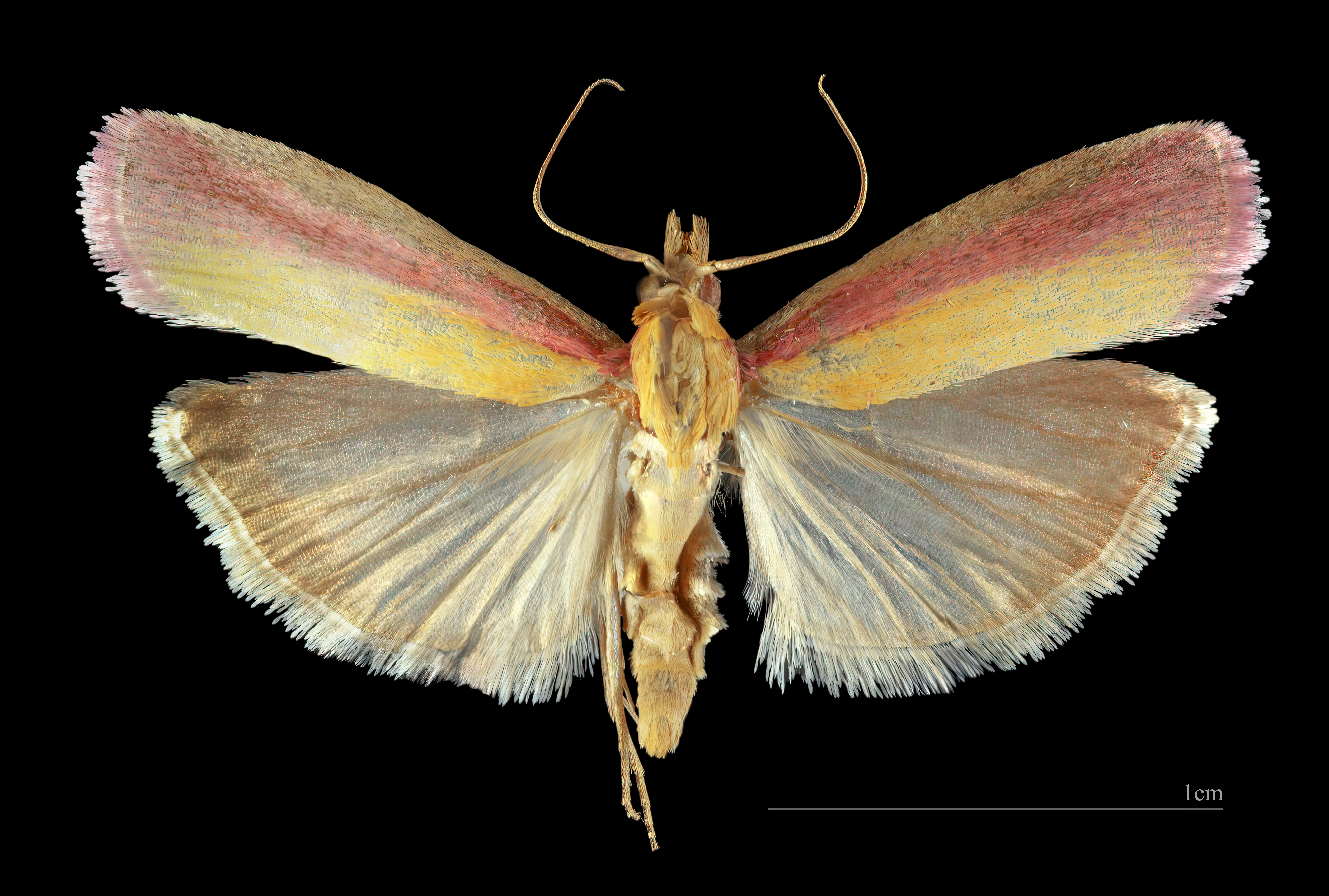
Oncocera semirubella♂
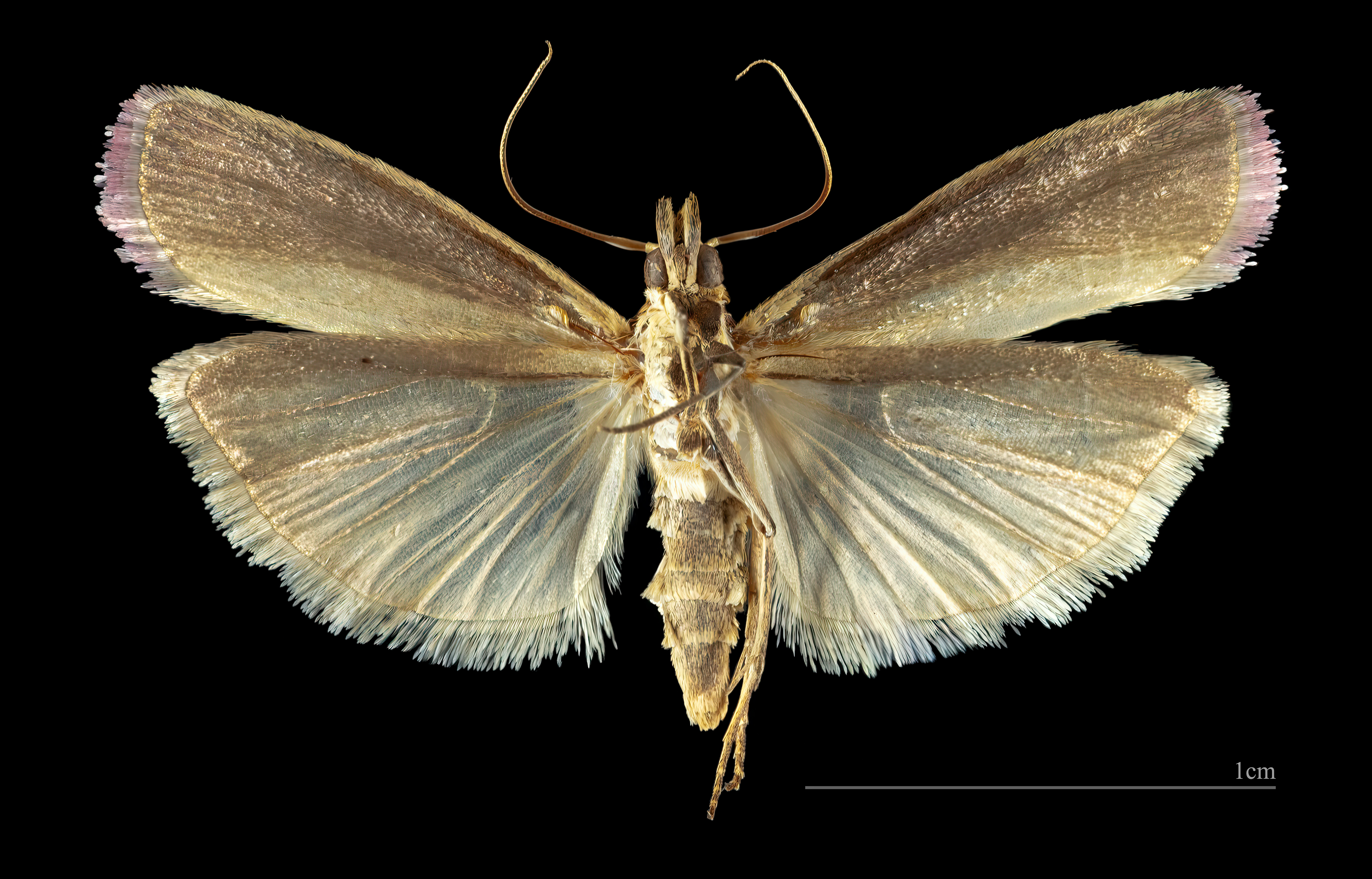
Oncocera semirubella♂ △

A autoridade científica da espécie é Giovanni Antonio Scopoli, tendo sido descrita no ano de 1763.
Trata-se de uma espécie presente no território português.